# Khí hậu đô thị học
Khí hậu đô thị học là một nhánh của bộ môn khí hậu học cụ thể liên quan đến sự tương tác giữa các khu vực đô thị với bầu khí quyển, các tác động của chúng đối với nhau và các quy mô không gian và thời gian khác nhau mà các quá trình này (và phản ứng) xảy ra.

## Lịch sử
Luke Howard được coi là người đã thiết lập bộ môn khí hậu đô thị  học với cuốn sách Climate of London, bao gồm các quan sát hàng ngày liên tục từ 1801 đến 1841 về hướng gió, áp suất khí quyển, nhiệt độ tối đa và lượng mưa.
Khí hậu đô thị ra đời như một phương pháp để nghiên cứu kết quả của công nghiệp hóa và đô thị hóa. Xây dựng thành phố thay đổi môi trường vật lý và thay đổi chế độ năng lượng, độ ẩm và chuyển động gần bề mặt. Hầu hết những thay đổi này có thể bắt nguồn từ các yếu tố nguyên nhân như ô nhiễm không khí; nguồn nhiệt của con người; chống thấm bề mặt; tính chất nhiệt của vật liệu bề mặt; và hình thái của bề mặt và hình học ba chiều cụ thể của nó, khoảng cách xây dựng, chiều cao, định hướng, lớp thực vật, và kích thước tổng thể và địa lý của các yếu tố này. Các yếu tố khác là địa hình, sự gần gũi với các vùng nước, quy mô của thành phố, mật độ dân số và phân phối sử dụng đất.

## Yếu tố ảnh hưởng
Một số yếu tố ảnh hưởng đến khí hậu đô thị, bao gồm quy mô thành phố, hình thái của thành phố, cấu hình sử dụng đất và bối cảnh địa lý (như phù điêu, độ cao và khí hậu khu vực). Một số khác biệt giữa khí hậu đô thị và nông thôn bao gồm chất lượng không khí, kiểu gió và sự thay đổi của mô hình mưa, nhưng một trong những nghiên cứu nhiều nhất là hiệu ứng đảo nhiệt đô thị.

### Nhiệt độ và hiệu ứng đảo nhiệt đô thị
Môi trường đô thị thường ấm hơn môi trường xung quanh, như được ghi lại từ một thế kỷ trước bởi Howard. Khu vực đô thị là những hòn đảo hoặc những điểm có quy mô rộng hơn so với vùng đất xung quanh nông thôn hơn. Sự phân bố không gian của nhiệt độ xảy ra song song với những thay đổi theo thời gian, cả hai đều có liên quan đến quy luật nhân quả đối với các nguồn nhân tạo.
Môi trường đô thị có hai lớp khí quyển, bên cạnh lớp ranh giới hành tinh bên ngoài và mở rộng ra phía trên thành phố: (1) Lớp ranh giới đô thị là do sự trao đổi nhiệt và ẩm tích hợp không gian giữa thành phố và không khí quá mức của nó. (2) Bề mặt của thành phố tương ứng với cấp độ của tầng tán đô thị. Các dòng chảy trên mặt phẳng này bao gồm những dòng chảy từ các yếu tố riêng lẻ, như mái nhà, ngọn hẻm núi, cây cối, thảm cỏ và đường, được tích hợp trên các bộ phận sử dụng đất lớn hơn (ví dụ, vùng ngoại ô). Hiệu ứng đảo nhiệt đô thị là một trọng tâm chính của các nghiên cứu khí hậu đô thị, và nói chung ảnh hưởng của môi trường đô thị đến các điều kiện khí tượng địa phương.

### Sự ô nhiễm
Lĩnh vực này cũng bao gồm các chủ đề về chất lượng không khí, Thông lượng bức xạ, vi khí hậu và thậm chí các vấn đề truyền thống liên quan đến thiết kế kiến trúc và kỹ thuật, như Kỹ thuật gió. Nguyên nhân và ảnh hưởng của ô nhiễm được hiểu thông qua Khí hậu đô thị đang trở nên quan trọng hơn đối với Quy hoạch đô thị.

### Ảnh hưởng của đô thị lên mưa
Những thay đổi về gió và mô hình đối lưu trên và xung quanh thành phố ảnh hưởng đến lượng mưa. Các yếu tố đóng góp được cho là hiệu ứng đảo nhiệt đô thị, độ nhám bề mặt tăng cao và tăng nồng độ khí dung..

## Thay đổi khí hậu
Khí hậu đô thị được liên kết chặt chẽ với nghiên cứu xung quanh sự nóng lên toàn cầu. Là trung tâm cho các hoạt động kinh tế xã hội, các thành phố sản xuất một lượng lớn khí nhà kính, đáng chú ý nhất là CO2 do hậu quả của các hoạt động của con người như vận chuyển, phát triển, chất thải liên quan đến các yêu cầu sưởi ấm và làm mát, v.v.
Trên toàn cầu, các thành phố dự kiến sẽ phát triển vào thế kỷ 21 (và hơn thế nữa)  - khi chúng ta tăng cường và phát triển các cảnh quan nơi chúng ta sinh sống sẽ thay đổi, bầu không khí sẽ ở trên chúng ta, làm tăng lượng khí thải GHG do đó góp phần vào toàn cầu hiệu ứng nhà xanh.
Cuối cùng, nhiều thành phố dễ bị ảnh hưởng bởi hậu quả của biến đổi khí hậu (nước biển dâng, thay đổi nhiệt độ, lượng mưa, tần suất bão) khi hầu hết các thành phố phát triển trên hoặc gần bờ biển, hầu hết đều tạo ra hiệu ứng đảo nhiệt đô thị khác biệt và ô nhiễm khí quyển: như các khu vực trong đó tập trung cư trú của con người, những hiệu ứng này có khả năng sẽ có tác động lớn nhất và mạnh mẽ nhất (ví dụ hiện tượng sóng nhiệt của Pháp năm 2003) và do đó là một trọng tâm chính cho khí hậu đô thị.

## Quy hoạch không gian và sức khỏe cộng đồng
Khí hậu đô thị tác động đến việc ra quyết định của quy hoạch và chính sách của thành phố liên quan đến ô nhiễm, các sự kiện nhiệt độ cực đoan và mô hình bão nước.